# FK Partizan
Fudbalski klub Partizan (Servisch: FK Partizan of ФК Партизан) is een Servische voetbalclub uit Belgrado. De club werd in 1945 opgericht als onderdeel van de Joegoslavische sportbond. De clubkleuren zijn zwart-wit. Thuiswedstrijden worden in het Partizanstadion gespeeld, met een capaciteit van 32.887 toeschouwers.
Partizan is een van de twee topclubs van Servië (en daarvoor Joegoslavië en Servië en Montenegro). Grote concurrent is Rode Ster Belgrado. De derby's geven (naast soms goed voetbal) vaak grote supportersrellen. De derby wordt ook wel de 'eeuwige derby' genoemd.
Partizan werd negentien keer kampioen van Joegoslavië en daarna Servië en Montenegro en won negen keer de beker. In Servië is alleen Rode Ster succesvoller.
Het team FK Teleoptik uit de Servische 2e divisie is ook van Partizan.
In 2004 maakte de UEFA bekend dat Partizan samen met Ajax de beste jeugdopleiding heeft.
Bij FK Partizan hebben onder anderen Milko Ðurovski, Predrag Mijatović, Dejan Čurović, Savo Milošević, Aleksandar Mitrović en Mateja Kežman gespeeld.

## Geschiedenis
De club werd in 1945 opgericht en startte het volgende seizoen in de hoogste klasse. Daar werd de club meteen al landskampioen, met vijf punten voorsprong op GNK Dinamo Zagreb, een club die ook nog maar een jaar bestond. Het volgende seizoen werd Dinamo kampioen en moest Partizan genoegen nemen met een gedeelde tweede plaats met HNK Hajduk Split. In 1949 werd de tweede landstitel al gevierd. Hierna zakte de club enkele seizoen terug naar de subtop en streed in 1953/54 pas opnieuw mee voor de titel en eindigde tweede met één punt achterstand op Dinamo Zagreb. Ondanks een vijfde plaats in 1955 werd Partizan afgevaardigd voor Joegoslavië om deel te nemen aan de allereerste Europacup I. Nadat eerst Sporting Portugal werd uitgeschakeld verloor de club in de kwartfinale van latere eindwinnaar Real Madrid CF. Partizan verloor de heenwedstrijd met 4-0, maar kon wel de terugwedstrijd winnen met 3-0. In de competitie kon de club enkel ereplaatsen opstapelen, al was Partizan er in 1959 dicht bij door evenveel punten te behalen als Rode Ster, maar een slechter doelsaldo. Vanaf 1961 werd de club drie jaar op rij kampioen. Na één jaar onderbreking werd in 1965 opnieuw de titel gevierd. Na enkele Europese teleurstellingen beleefde de club in 1965/66 wel een geslaagde Europese campagne. Na twee rondes leek de club uitgeteld in de kwartfinale na een 4-1 nederlaag tegen het Tsjecho-Slowaakse Sparta Praag, maar in de terugwedstrijd werd het 5-0 en in de halve finale werd Manchester United FC uitgeschakeld. Partizan werd zo de eerste Oost-Europese club die de finale van de Europacup I bereikte. Tegenstander aldaar was het oppermachtige Real Madrid dat met 2-1 won. Bij Partizan speelde toen onder anderen de oud-Ajacied Velibor Vasović. De goede campagne had haar weerslag in de competitie, waar Partizan slechts elfde werd.
Gedurende de volgende seizoenen herpakte de club zich door telkens in de top 3 te eindigen. Vanaf begin jaren zeventig viel de club buiten de top drie tot in 1976 een nieuwe landstitel behaald werd. Twee jaar later werd opnieuw de titel behaald, maar daarop volgde een catastrofaal seizoen waarin degradatie op het nippertje vermeden werd. Vijf teams eindigden met 29 punten, net één puntje meer dan degradant NK Zagreb. Nadat de club drie seizoenen in de middenmoot had vertoefd werd in 1983 de negende landstitel binnen gehaald. Drie jaar later volgde de tiende titel. Aan de start van seizoen 1986/87 kregen een aantal clubs zes strafpunten door onregelmatigheden in het voorgaande seizoen. Vardar Skopje stond aan het einde van het seizoen op 1 met een punt voorsprong op Partizan en werd zo de eerste Macedonische kampioen uit Joegoslavië. Later werden de straspunten ongedaan gemaakt en telde Partizan ineens vijf punten voorsprong op Vardar en kreeg de titel toegewezen. Vardar nam inmiddels wel deel aan de Europacup I. In 1991 trokken de Sloveens en Kroatische clubs zich terug en een jaar later de Bosnische en Macedonische. In 1993 werd Partizan de eerste kampioen van het land dat nog steeds Joegoslavië heette, maar enkel nog Servië en Montenegro omvatte. Ook het volgende seizoen werd de club kampioen, maar door de oorlog zaten hier geen Europese tickets aan vast. Partizan bleef succesvol en om de paar seizoenen titels winnen.
In 2003 werd de club de eerste kampioen van het nieuwe Servië en Montenegro, aan het grondgebied van het land werd niets veranderd, enkel de naam en de staatsstructuur. Partizan kon zich nu voor het eerst kwalificeren voor de groepsfase van de Champions League, ten koste van Newcastle United FC. Het is de eerste Servische club die zich sinds de invoering van de Champions League voor de groepsfase kon plaatsen. Partizan kwam in een zware poule met Real Madrid, FC Porto (regerend UEFA Cup winnaar) en Olympique Marseille. De club kon thuis drie keer gelijk spelen, maar verloor wel de drie uitwedstrijden en werd laatste.
In 2006 scheidde Montenegro zich af van het land en werd de competitie volledig Servisch. Partizan werd vervolgens van 2008 tot 2013 zesmaal op rij landskampioen.

## Erelijst
| Internationaal                                        |     |                                                                  |
| Mitropacup                                            | 1x  | 1978                                                             |
| Nationaal                                             |     |                                                                  |
| Servisch landskampioen                                | 8x  | 2008, 2009, 2010, 2011, 2012, 2013, 2015, 2017                   |
| Beker van Servië                                      | 7x  | 2008, 2009, 2011, 2016, 2017, 2018, 2019                         |
| Servisch-Montenegrijns landskampioen (FR Joegoslavië) | 8x  | 1993, 1994, 1996, 1997, 1999, 2002, 2003, 2005                   |
| Beker van Servië-Montenegro (FR Joegoslavië)          | 3x  | 1994, 1998, 2001                                                 |
| Joegoslavisch landskampioen                           | 11x | 1947, 1949, 1961, 1962, 1963, 1965, 1976, 1978, 1983, 1986, 1987 |
| Beker van Joegoslavië                                 | 6x  | 1947, 1952, 1954, 1957, 1989, 1992                               |
| Joegoslavische Supercup                               | 1x  | 1989                                                             |

## FK Partizan in Europa
FK Partizan speelt sinds 1956 in diverse Europese competities. Hieronder staan de competities en in welke seizoenen de club deelnam. De editie die Partizan heeft gewonnen is dik gedrukt:
- Champions League (15x)

1997/98, 1999/00, 2002/03, 2003/04, 2005/06, 2008/09, 2009/10, 2010/11, 2011/12, 2012/13, 2013/14, 2014/15, 2015/16, 2017/18, 2024/25
- Europacup I (8x)

1955/56, 1961/62, 1962/63, 1963/64, 1965/66, 1976/77, 1978/79, 1983/84
- Europa League (14x)

2009/10, 2011/12, 2012/13, 2013/14, 2014/15, 2015/16, 2016/17, 2017/18, 2018/19, 2019/20, 2020/21, 2022/23, 2024/25, 2025/26
- Conference League (5x)

2021/22, 2022/23, 2023/24, 2024/25, 2025/26
- Europacup II (2x)

1989/90, 1998/99
- UEFA Cup (18x)

1974/75, 1984/85, 1985/86, 1986/87, 1987/88, 1988/89, 1990/91, 1991/92, 1996/97, 1999/00, 2000/01, 2001/02, 2002/03, 2004/05, 2005/06, 2006/07, 2007/08, 2008/09
- Jaarbeursstedenbeker (3x)

1967/68, 1969/70, 1970/71
- Mitropacup (7x)

1956, 1958 (Donau Cup), 1959, 1960, 1962, 1972, 1978

## Bekende (oud-)spelers
- Stefan Babović - (speelde voor onder meer Feyenoord)
- Petar Borota - (speelde voor onder meer Chelsea FC)
- Kristijan Belić - (speelde voor onder meer AZ)
- Zvezdan Čebinac - (speelde voor onder meer PSV)
- Dragan Ćirić - (speelde voor onder meer FC Barcelona)
- Dejan Čurović - (speelde voor onder meer Vitesse en FC Groningen)
- Dimitri Davidović - (speelde voor onder meer K. Lierse SK)
- Milko Djurovski - (speelde voor onder meer FC Groningen en SC Cambuur)
- Saša Ilić - (speelde voor onder meer Galatasaray SK)
- Slaviša Jokanović - (speelde voor onder meer Chelsea FC)
- Stevan Jovetić - (speelde voor onder meer Internazionale)
- Srečko Katanec - (speelde voor onder meer UC Sampdoria)
- Mateja Kežman - (speelde voor onder meer PSV en Fenerbahçe)
- Mladen Krstajić - (speelde voor onder meer Schalke 04)
- Danko Lazović - (speelde voor onder meer Feyenoord, PSV en Vitesse)
- Adem Ljajić - (speelde voor onder meer Internazionale en AS Roma)
- Lazar Marković - (speelde voor onder meer Anderlecht en Liverpool)
- Queensy Menig - (speelde voor onder meer PEC Zwolle en FC Twente)
- Predrag Mijatović - (speelde voor onder meer Real Madrid CF)
- Savo Milošević - (speelde voor onder meer Aston Villa FC en Parma FC)
- Aleksandar Mitrović  - (speelde voor onder meer Anderlecht en Fulham)
- Almani Moreira - (speelde voor onder meer Standard Luik en Hamburger SV)
- Matija Nastasić - (speelde voor onder meer Schalke 04 en Manchester City)
- Nikola Ninković - (speelde voor onder meer Genoa)
- Fahrudin Omerović
- Milinko Pantić - (speelde voor onder meer Atlético Madrid)
- Nemanja Rnić - (speelde voor onder meer RSC Anderlecht)
- Miralem Sulejmani - (speelde voor onder meer sc Heerenveen en AFC Ajax)
- Velibor Vasović - (speelde voor onder meer AFC Ajax)
- Taribo West - (speelde voor onder meer Internazionale)
- Zlatko Zahovič - (speelde voor onder meer Valencia CF)